# Fraser (Iowa)
Fraser é uma cidade localizada no estado americano de Iowa, no Condado de Boone.

## Demografia
Segundo o censo americano de 2000, a sua população era de 137 habitantes.
Em 2006, foi estimada uma população de 120, um decréscimo de 17 (-12.4%).

## Geografia
De acordo com o United States Census Bureau tem uma área de
2,3 km², dos quais 2,2 km² cobertos por terra e 0,1 km² cobertos por água. Fraser localiza-se a aproximadamente 292 m acima do nível do mar.

## Localidades na vizinhança
O diagrama seguinte representa as localidades num raio de 20 km ao redor de Fraser.